# St. Laurentius (Halle)

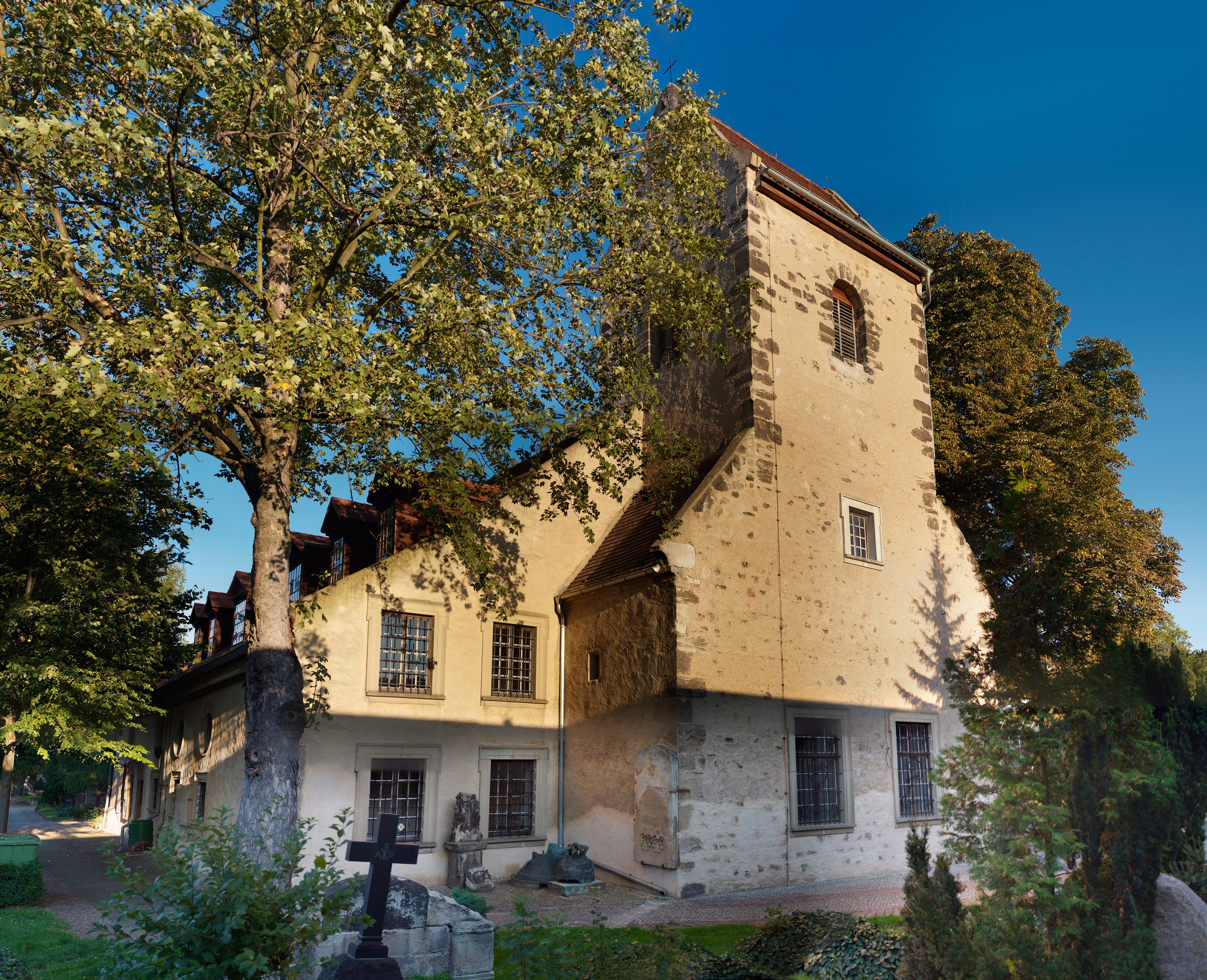
Laurentiuskirche (2007)

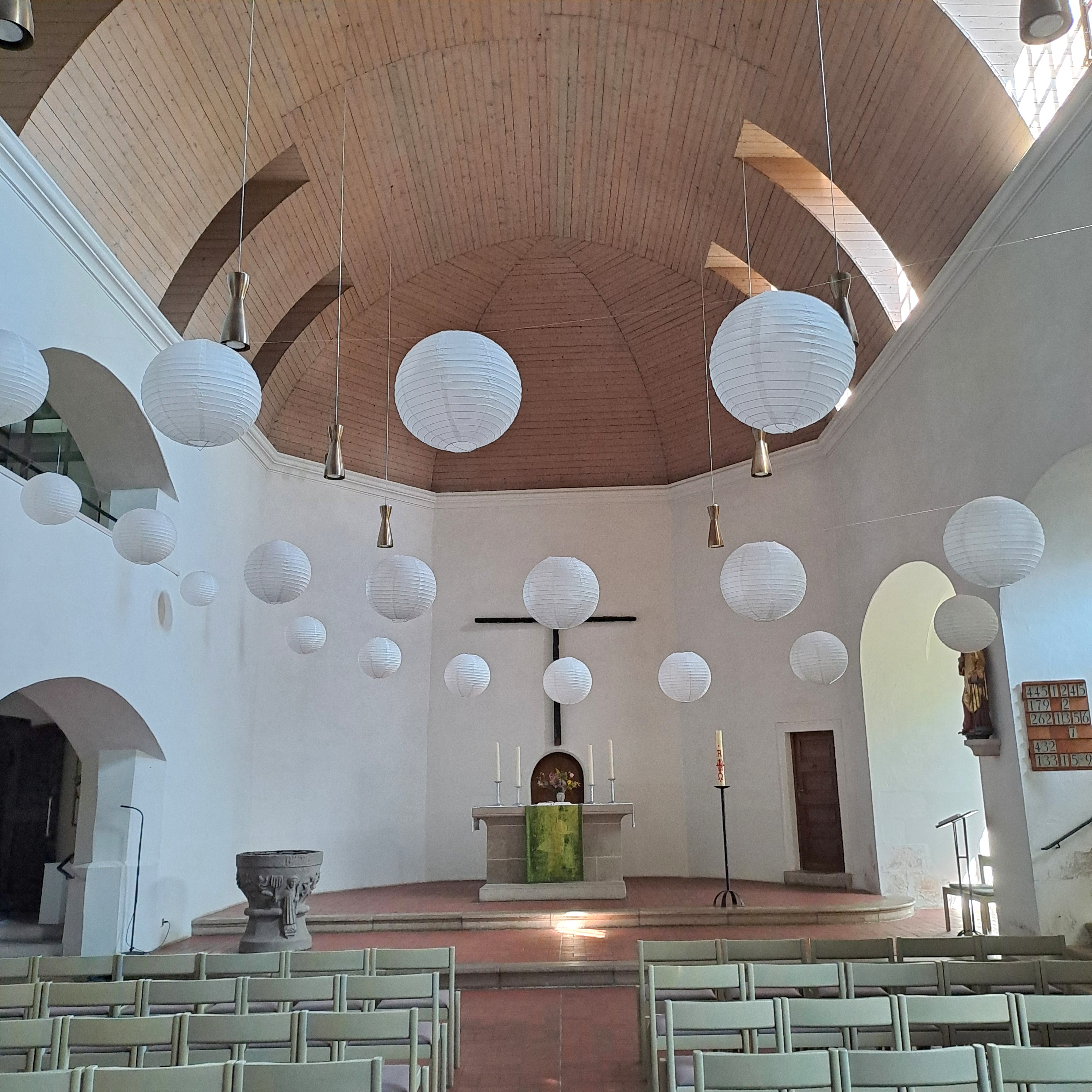
Innenansicht (2025)

St. Laurentius zu Halle ist eine evangelische Pfarrkirche aus dem 12. Jahrhundert im Mühlwegviertel (Nördliche Innenstadt) der Saalestadt.

## Baubeschreibung
St. Laurentius ist eine zweischiffige Kirche ohne Querschiff mit Westquerturm und tief herunterhängendem Dach. Das Seitenschiff verfügt über Emporen. In die Außenmauern sind ovale Rundfenster eingebaut. Das Hauptschiff besitzt ein Tonnengewölbe.

## Baugeschichte
Aus der Zeit der Errichtung der Pfarrkirche St. Laurentius (um 1140) ist noch der Westquerturm mit Satteldach weitgehend unverändert erhalten. Er ist romanisch und hat Schallöffnungen in Form einer Doppelarkade mit einer Säule. 1570 wurde das Kirchenschiff nach Osten verlängert, ein dreiseitiger Chorabschluss angebaut und ein hölzernes Tonnengewölbe eingezogen. 1690 erfolgte ein erneuter wesentlicher Umbau mit einer Erweiterung um Seitenkapellen an der Südseite und dem Anbau eines nördlichen Seitenschiffs. 1751 wurde das Seitenschiff durch Einbau von Emporen erhöht.
1984 zerstörte ein Brand die Kirche und beraubte sie großer Teile ihrer Ausstattung. Der Wiederaufbau bis zur erneuten Weihe 1991 erfolgte in schlichter Art und Weise. 1996 wurde durch Orgelbau Reinhard Hüfken wieder eine Orgel eingebaut.

## Standort und Laurentiusfriedhof
St. Laurentius war ehemals Pfarrkirche der halleschen Vorstadt Neumarkt, ursprünglich ein Dorf, das sich um das ehemalige Kloster Neuwerk der Augustinerchorherren (Gründung des Stiftes 1116, aufgelöst 1531) angesiedelt hatte. Das Kloster ist heute vollständig verschwunden. Die Steine wurden zum Bau der Neuen Residenz verwendet. Heute ist die Kirche von einem alten, an den Botanischen Garten angrenzenden Friedhof umgeben, auf dem u. a. hallesche Universitätsgelehrte und andere Persönlichkeiten beigesetzt wurden. Zum Friedhof gehören einige Ehrengräber und aus anderen Gründen erhaltenswerte Gräber. Dazu gehören u. a. die folgenden Grabstellen:
- Ernst Barnikol, evangelischer Theologe
- Friedrich Bechtel, klassischer Philologe
- Willibald Beyschlag, evangelischer Theologe
- Freimut Börngen, Astronom und Asteroiden-Forscher in Jena
- Grete Budde, jüdische Bildhauerin
- Werner Budde, Chirurg am St.-Barbara-Krankenhaus Halle
- Johannes Buder, Botaniker
- Barbara Cramer-Nauhaus, Anglistin und Übersetzerin
- Gerhard Delling, evangelischer Theologe
- Ernst von Dobschütz, evangelischer Theologe
- Karl Heinrich Dzondi, Arzt
- Hermann Ebbinghaus, Philosoph, Mitbegründer der experimentellen Psychologie
- Otto Eißfeldt, evangelischer Theologe und Rektor der Martin-Luther-Universität Halle-Wittenberg
- Paul Feine, evangelischer Theologe
- Johannes Ficker, evangelischer Theologe, Hochschullehrer für Architektur und christliche Kunst
- August Hermann Franke, evangelischer Theologe
- Walter Gabriel, evangelischer Theologe, Mitglied der Bekennenden Kirche (BK)
- August Gutzmer, Mathematiker, Präsident der Akademie Leopoldina
- Erich Haupt, evangelischer Theologe
- Hermann Hering, evangelischer Theologe
- Erich Hoffmann, Agrarwissenschaftler
- Martin Kähler, evangelischer Theologe
- Ferdinand Kattenbusch, evangelischer Theologe
- Erich Klostermann, evangelischer Theologe
- Julius Köstlin, evangelischer Theologe
- August Lafontaine, Schriftsteller und Theologe
- Arno Lehmann, lutherischer Theologe
- Martin Lintzel, Historiker
- Friedrich Loofs, evangelischer Theologe
- Johannes Meinhof, Pfarrer an St. Laurentius, Stadtsuperintendent
- Wilhelm Nauhaus, Buchbinder, Künstler, Archivar, Publizist und Hochschullehrer an der Hochschule Burg Giebichenstein
- Heinrich Pera, Krankenhausseelsorger, gründete den Deutsche Hospiz- und PalliativVerband (DHPV)
- Gottfried Riehm, Gymnasiallehrer, Autor, Fotograf
- Wilhelm Roux, Arzt
- Konstantin Schlottmann, evangelischer Theologe
- Otto Schlüter, Siedlungsgeograph, Präsident der Leopoldina
- Karl Schmalfuß, Agrarwissenschaftler
- Hans Schmidt, evangelischer Theologe
- Max Schneider, Musikwissenschaftler, Präsident der Georg-Friedrich-Händel-Gesellschaft
- Julius Schniewind, evangelischer Theologe
- Hilko Wiardo Schomerus, evangelischer Theologe
- Erdmann Schott, evangelischer Theologe
- Kurt Sprengel, Botaniker und Medizinhistoriker, Direktor des Botanischen Gartens
- Martin Warnke, Kunsthistoriker und Hochschullehrer
- Julius August Ludwig Wegscheider, evangelischer Theologe
- Gustav Weidanz, Bildhauer und Hochschullehrer an der Hochschule Burg Giebichenstein
- Wolfgang Wiefel, evangelischer Theologe
- Hans Windisch, evangelischer Theologe

## Nutzungsgeschichte
Neben dem 1116 gegründeten Kloster Neuwerk (Augustiner-Chorherren) entstand eine Siedlung, die 1121 als „Villa Nova“ bezeichnet dem Kloster übereignet wurde und später den Namen Neumarkt trug. Vermutlich um 1140 wurde die Pfarrkirche St. Laurentius geweiht. Bis zur Reformation (1547) hielten die Augustinermönche die heilige Messe ab. Zwischen 1528 und 1531 wurde das Kloster Neuwerk aufgelöst. Der Flecken Neumarkt mitsamt seiner Kirche kam 1530 zum erzbischöflichen Amt Giebichenstein. Dies änderte sich erst mit der Eingemeindung nach Halle im Jahr 1817.

## Ehemalige Pastoren an der Laurentiuskirche
- 1566–1568: Lorenz Thünger
- 1575–...: Christian Kittelmann (1544–1605)
- 1696–1718: Elias Andreas Schubart (1660–1718)
- 1725–1730: Johann Ludwig Lindhammer
- 1732: Adam Struensee
- ...–1750: Christian Ludwig Müller († 1750)
- 1750–1798: Gottfried Gneist († 1789)
- 1772–1805: Siegmund August Übelacker († 1805)
- 1805–1840: Johann August Held (1768–1840)
- 1847–1851: Friedrich Ahlfeld

- 1854–1899: Heinrich Hoffmann (1821–1899)
- 1880–1883: Gustav Ecke (1855–1920), Hilfsprediger
- 1896–1930: Johannes Meinhof
- 1923–1962: Walter Gabriel

## Ausstattung

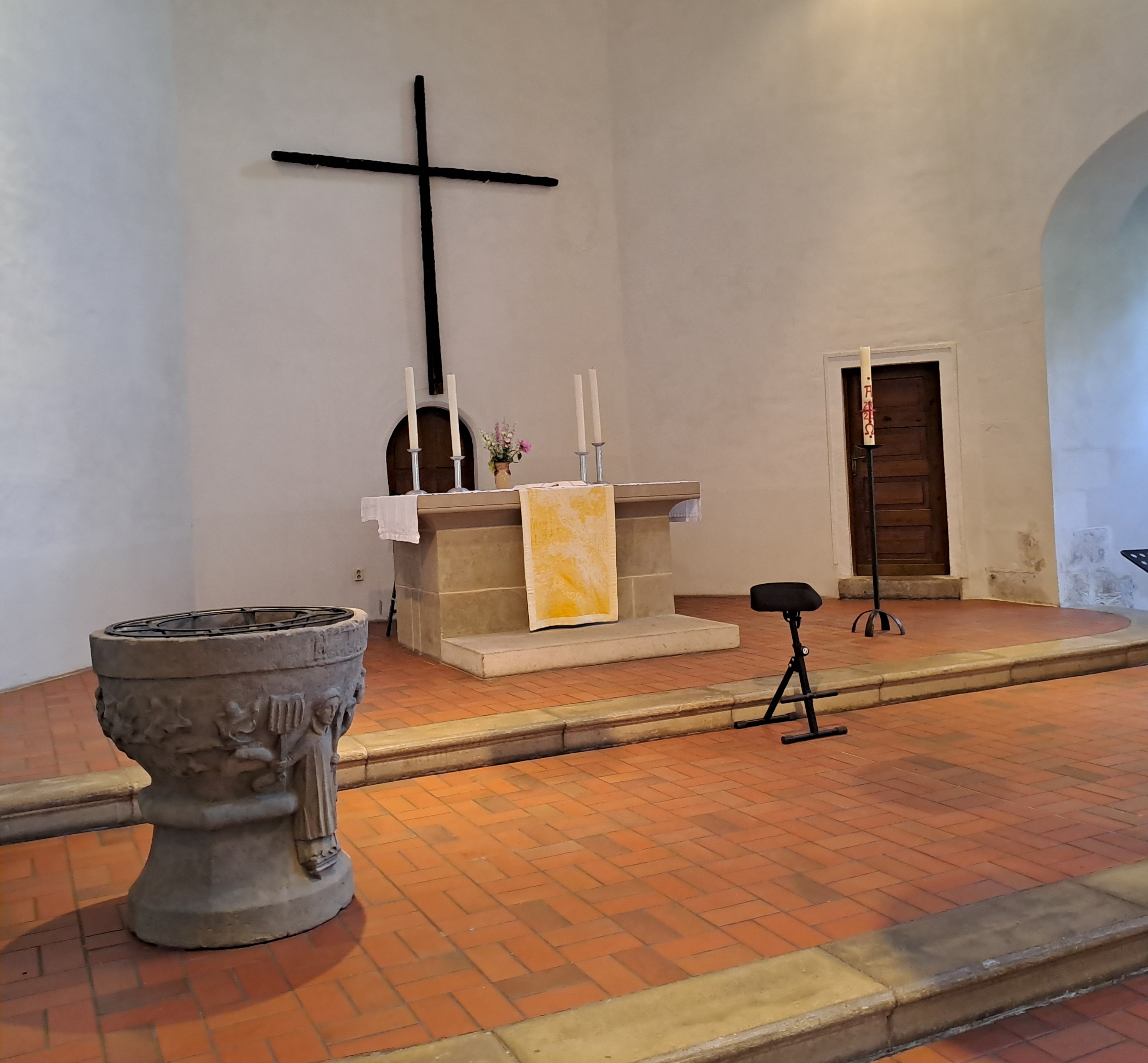
Altaransicht mit Taufstein von 1478

- Taufstein von 1478 mit Porträt des hl. Laurentius
- Flügelaltar aus der Zeit Ende des 15. Jahrhunderts (zerstört beim Brand von 1984)
- Innen und an den Außenwänden Grabsteine (ältester von 1570). Einige der Grabplatten fand man bei einer Restaurierung unter dem Kirchenfußboden.

### Orgel
Das früheste Zeugnis einer Orgel in dieser Kirche findet sich in Visitationsakten aus dem Jahre 1696. Zu diesem Zeitpunkt war sie bereits über 100 Jahre alt und reparaturbedürftig. Es handelte sich um ein zweimanualiges Werk mit Pedal. Aufgestellt war sie nicht an der Westseite der Kirche, sondern über dem Altar. Daneben stand für Eheschließungen ein Regal zur Verfügung.
1714 entschloss sich die Gemeinde zum Bau einer neuen Orgel, der Vertrag wurde am 12. September des gleichen Jahres mit dem Orgelbauer Christian Joachim aus Halle geschlossen. 1715 wurde die Orgel fertiggestellt. Sie besaß folgende Disposition:
| I Haupt- oder Oberwerk |               |        |
| 1.                     | Prinzipal     | 4′     |
| 2.                     | Starkgedackt  | 8′     |
| 3.                     | Quintadena    | 8′     |
| 4.                     | Nachthorn     | 4′     |
| 5.                     | Quinta        | 3′     |
| 6.                     | Nasat         | 3′     |
| 7.                     | Oktave        | 2′     |
| 8.                     | Gemshorn      | 2′     |
| 9.                     | Superoktave   | 1′     |
| 10.                    | Sesquiealtera | 1 3⁄5′ |
| 11.                    | Mixtur IV     |        |
| 12.                    | Trompete      | 8′     |

| II Brustpositiv |              |    |
| 13.             | Prinzipal    | 2′ |
| 14.             | Stillgedackt | 8′ |
| 15.             | Floet douce  | 4′ |
| 16.             | Suffloet     | 2′ |
| 17.             | Spitzflöte   | 1′ |
| 18.             | Mixtur III   |    |
| 19.             | Krummhorn    | 8′ |
| 20.             | Schallmey    | 4′ |

| Pedal |               |     |
| 21.   | Subbass       | 16′ |
| 22.   | offene Oktave | 8′  |
| 23.   | Oktave        | 4′  |
| 24.   | Kornett       | 2′  |
| 25.   | Posaunenbass  | 16′ |

- Ventile I, II, P
- Tremulant
- Zimbelstern
- Vogelsang
- Kalkantenklingel

1860 wurde die Orgel, um den musikalischen Bedürfnissen der Gemeinde nachzukommen, durch einen Neubau romantischen Stils ersetzt. Die Arbeiten führte Orgelbauer August Ferdinand Wäldner aus.
| I Manual |             |     |
| 1.       | Prinzipal   | 8′  |
| 2.       | Bordun      | 16′ |
| 3.       | Hohlflöte   | 8′  |
| 4.       | Gambe       | 8′  |
| 5.       | Rohrflöte   | 8′  |
| 6.       | Oktave      | 4′  |
| 7.       | Gedackt     | 4′  |
| 8.       | Quinte      | 3′  |
| 9.       | Oktave      | 2′  |
| 10.      | Mixtur IV   |     |
| 11.      | Kornett III |     |

| II Manual |                 |    |
| 12.       | Geigenprinzipal | 8′ |
| 13.       | Flöte           | 8′ |
| 14.       | Gedackt         | 8′ |
| 15.       | Prinzipal       | 4′ |
| 16.       | Flöte           | 4′ |
| 17.       | Spitzflöte      | 2′ |

| Pedal |           |     |
| 18.   | Violon    | 16′ |
| 19.   | Subbass   | 16′ |
| 20.   | Prinzipal | 8′  |
| 21.   | Gedackt   | 8′  |
| 22.   | Posaune   | 16′ |

- Koppel: II/I, I/P

Bereits 1927 wurde durch den Orgelbauer Wilhelm Rühlmann aus Zörbig wieder eine neue Orgel anstelle der alten eingebaut. Sie besaß einen freistehenden Pfeifenprospekt.
| I Manual |                   |     |
| 1.       | Bordun            | 16′ |
| 2.       | Prinzipal         | 8′  |
| 3.       | Rohrflöte         | 8′  |
| 4.       | Gambe             | 8′  |
| 5.       | Oktave            | 4′  |
| 6.       | Flauto harmonique | 4′  |
| 7.       | Hohlflöte         | 8′  |
| 8.       | Kornett III       |     |
| 9.       | Mixtur III-IV     |     |
| 10.      | Trompete          | 8′  |

| II Manual |                  |     |
| 11.       | Lieblich Gedackt | 16′ |
| 12.       | Gemshorn         | 8′  |
| 13.       | Flauto traverso  | 8′  |
| 14.       | Aeoline          | 8′  |
| 15.       | Vox coelestis    | 8′  |
| 16.       | Geigenprinzipal  | 8′  |
| 17.       | Fugara           | 4′  |
| 18.       | Flauto amabile   | 4′  |
| 19.       | Sesquialtera II  |     |
| 20.       | Cello            | 8′  |
| 21.       | Mixtur III       |     |
| 22.       | Oboe             | 8′  |

| Pedal |               |     |
| 23.   | Violon        | 16′ |
| 24.   | Subbass       | 16′ |
| 25.   | Zartgedackt   | 16′ |
| 26.   | Prinzipalbass | 8′  |
| 27.   | Oktave        | 4′  |
| 28.   | Flautino      | 2′  |
| 29.   | Fagott        | 16′ |
| 30.   | Clairon       | 4′  |

1934 wurde die Orgel umgebaut.
| I Manual |                   |     |
| 1.       | Bordun            | 16′ |
| 2.       | Prinzipal         | 8′  |
| 3.       | Rohrflöte         | 8′  |
| 4.       | Quintadena        | 8′  |
| 5.       | Oktave            | 4′  |
| 6.       | Flauto harmonique | 4′  |
| 7.       | Flachflöte        | 2′  |
| 8.       | Kornett III       |     |
| 9.       | Mixtur III-IV     |     |
| 10.      | Trompete          | 8′  |

| II Manual |                  |     |
| 11.       | Lieblich Gedackt | 16′ |
| 12.       | Gemshorn         | 8′  |
| 13.       | Flauto traverso  | 8′  |
| 14.       | Aeoline          | 8′  |
| 15.       | Vox coelestis    | 8′  |
| 16.       | Geigenprinzipal  | 4′  |
| 17.       | Flauto amabile   | 4′  |
| 18.       | Sesquialtera II  |     |
| 19.       | Sifflöte         | 1′  |
| 20.       | Mixtur III       |     |
| 21.       | Oboe             | 8′  |
| 22.       | Krummhorn        | 4′  |

| Pedal |               |     |
| 23.   | Violon        | 16′ |
| 24.   | Subbass       | 16′ |
| 25.   | Zartgedackt   | 16′ |
| 26.   | Prinzipalbass | 8′  |
| 27.   | Oktave        | 4′  |
| 28.   | Flautino      | 2′  |
| 29.   | Fagott        | 16′ |
| 30.   | Clairon       | 4′  |

1962 war die Kirchenmusikschule Halle auf der Suche nach Übeinstrumenten für ihre Studenten, die Kirche eignete sich wegen ihrer Lage abseits von Wohnungen für eine Nutzung, die Orgel aber nicht. Am 10. April 1962 schlossen Gemeinde und Musikschule einen Vertrag. Darin wurde ein Orgelneubau beschlossen. Die Orgel sollte der Musikschule gehören, der Gemeinde aber für Gottesdienste und Veranstaltungen kostenlos zur Verfügung gestellt werden. Sie wurde am 31. Oktober 1964 fertiggestellt.
| I Hauptwerk C–g3 |             |       |
| 1.               | Quintadena  | 16′   |
| 2.               | Prinzipal   | 8′    |
| 3.               | Spillpfeife | 8′    |
| 4.               | Oktave      | 4′    |
| 5.               | Spitzflöte  | 4′    |
| 6.               | Nassat      | 2 ⁄3′ |
| 7.               | Oktave      | 2′    |
| 8.               | Mixtur V-VI |       |
| 9.               | Trompete    | 8′    |

| II Oberpositiv C–g3 |             |        |
| 10.                 | Holzgedackt | 8′     |
| 11.                 | Rohrflöte   | 4′     |
| 12.                 | Prinzipal   | 2′     |
| 13.                 | Blockflöte  | 2′     |
| 14.                 | Terz        | 1 3⁄5′ |
| 15.                 | Quinte      | 1 ⁄3′  |
| 16.                 | Sifflöte    | 1′     |
| 17.                 | Scharff IV  |        |
| 18.                 | Krummhorn   | 8′     |

| Pedal C–f1 |                |     |
| 19.        | Subbass        | 16′ |
| 20.        | Gemshorn       | 8′  |
| 21.        | Oktave         | 4′  |
| 22.        | Rohrflötenbass | 2′  |
| 23.        | Mixtur V       |     |
| 24.        | Posaune        | 16′ |
| 25.        | Trompete       | 8′  |

- Koppel: II/I, I/P, II/P
- II: Tremulant

Die Orgel wurde im Brand des Jahres 1984 mit der Kirche zerstört. Nach dem Wiederaufbau der Kirche erfolgte der Neubau der Orgel durch Orgelbau Reinhard Hüfken. Die neue Orgel wurde am 1. Mai 1994 eingeweiht. Zu diesem Zeitpunkt waren die Register des Rückpositivs und des Pedales fertiggestellt. 1997 wurde die gesamte Orgel in Dienst genommen, einige Register der alten Orgel wurden in das Rückpositiv der neuen Orgel integriert.

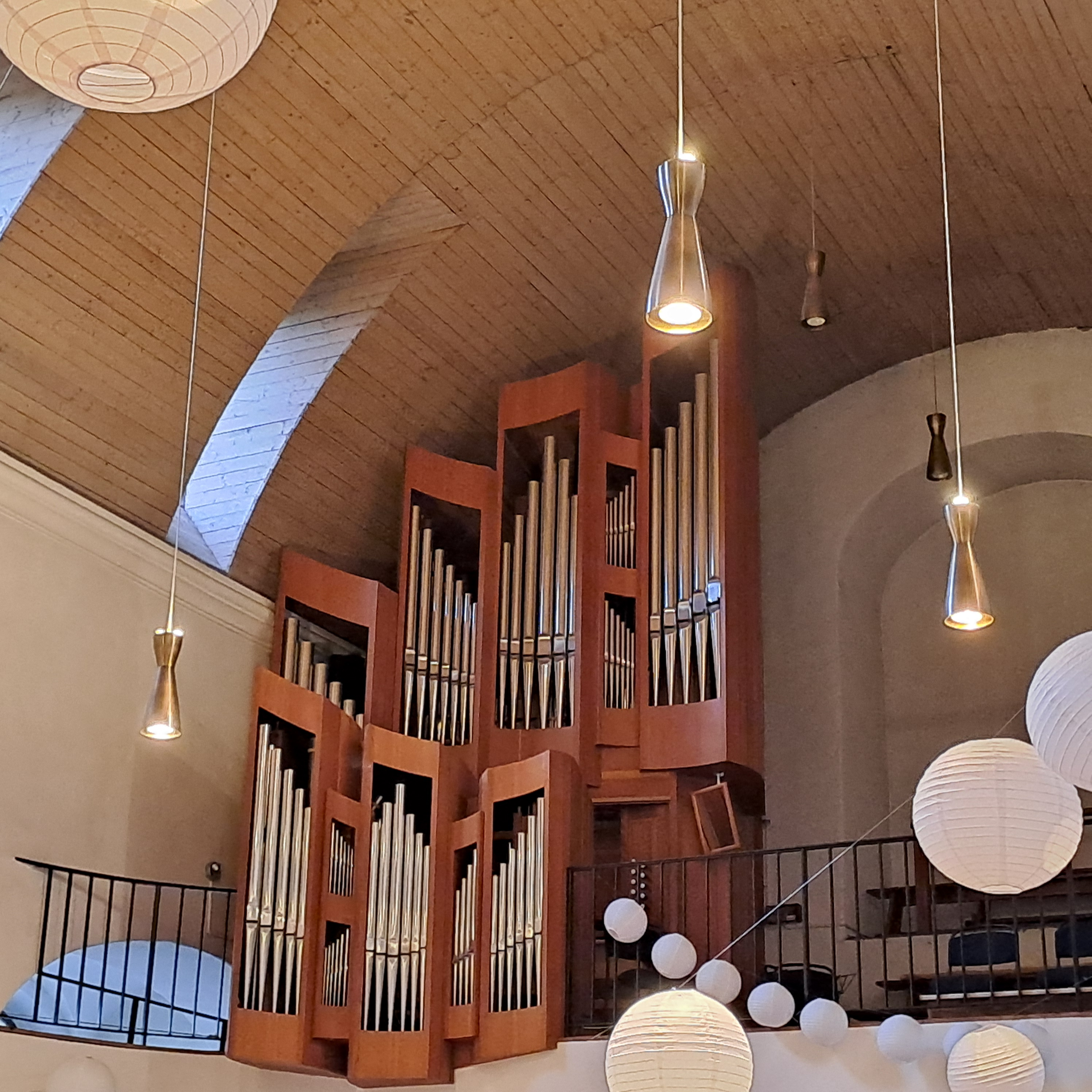
Orgel von 1994

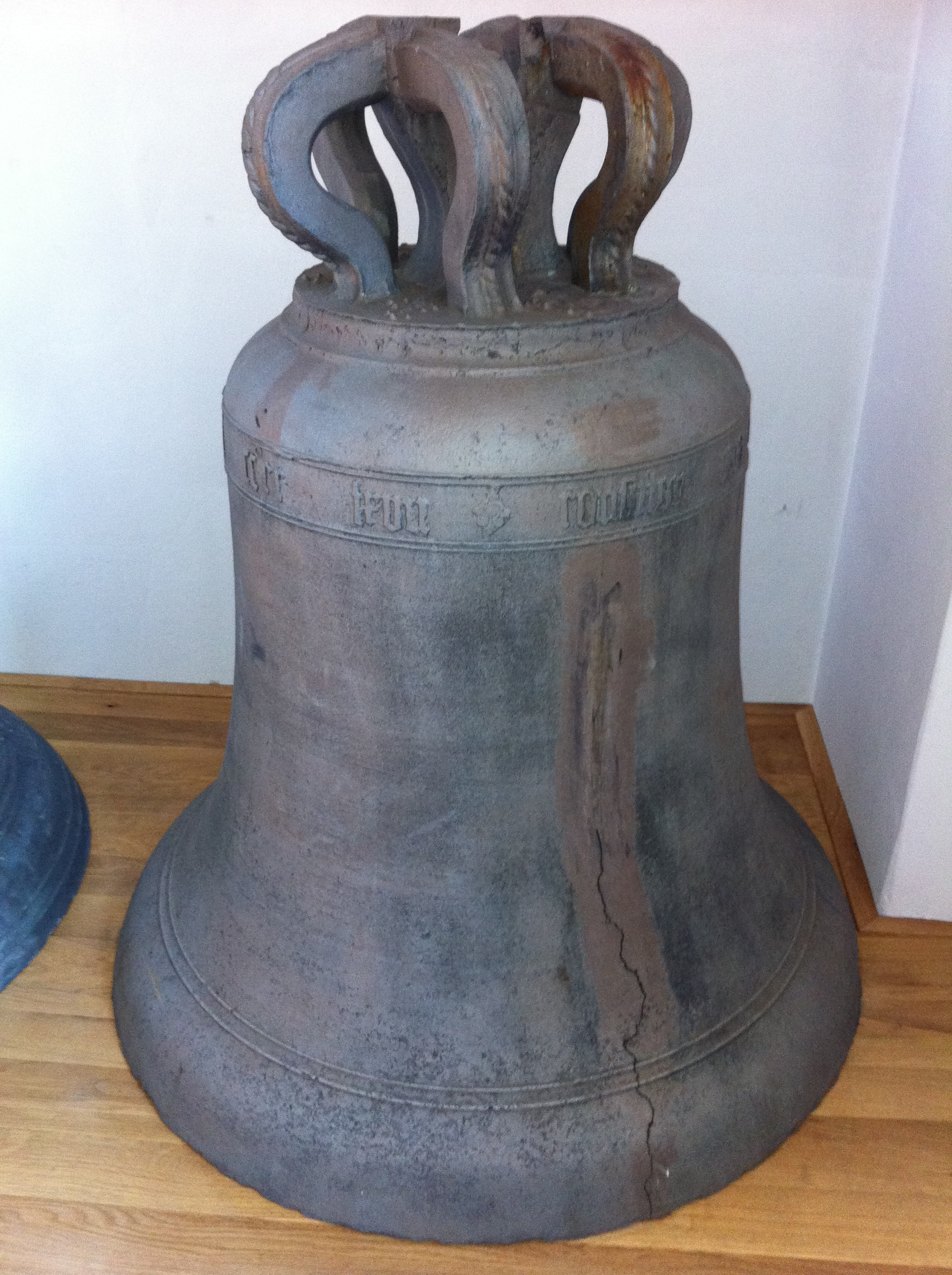
Glocke von 1467, beim Brand 1984 beschädigt, heute im Inneren der Kirche

### Glocken
Bei einer Brandstiftung 1984 wurden die beiden Glocken aus den Jahren 1467 und 1602 beschädigt. Sie stehen heute in der Kirche. Die Glocke aus dem Jahr 1467 wiegt 1.100 kg, ist ungewöhnlich schlank und hat eine außergewöhnlich große, aus sechs Henkeln bestehende Krone. Die Glocke stürzte beim Brand der Kirche aus dem Glockenstuhl. 2001 wurde versucht sie zu restaurieren, jedoch stellte sich heraus, dass sie irreparabele Schäden erlitten hatte. Am Ostermontag 2002 konnten die neuen Glocken geweiht werden. Im Turm hängt heute ein dreistimmiges Geläut im Holzglockenstuhl an Holzjochen.
| Nr. | Name       | Gussjahr | Gießer                                 | Durchmesser (mm) | Masse (kg) | Schlagton (HT-1/16) |
| 1   | Osanna     | 2001     | Kunst- und Glockengießerei Lauchhammer | 1.193            | 1.100      | f1 +4               |
| 2   | Maria      | 2002     | Kunst- und Glockengießerei Lauchhammer | 1.085            | 856        | g1 +3               |
| 3   | Laurentius | 2002     | Kunst- und Glockengießerei Lauchhammer | 985              | 649        | a1 +5,5             |